# Walerian Wiczyński
Walerian Wiczyński (ur. 12 listopada 1882 w Biłce Szlacheckiej, zm. 1940 w Kijowie) – inspektor Policji Państwowej, major rezerwy piechoty Wojska Polskiego, ofiara zbrodni katyńskiej.

## Życiorys
Urodził się 12 listopada 1882. Od 1903 pełnił zawodową służbę wojskową w cesarskiej i królewskiej Armii. Jego oddziałem macierzystym był Galicyjski Pułk Piechoty Nr 95 we Lwowie. W szeregach tego pułku wziął udział w mobilizacji sił zbrojnych Monarchii Austro-Węgierskiej, wprowadzonej w związku z wojną na Bałkanach (1912–1913) oraz walczył w czasie I wojny światowej. W czasie służby w c. i k. Armii awansował na kolejne stopnie w korpusie oficerów piechoty: kadeta–zastępcy oficera (1 września 1903), podporucznika (1 listopada 1905), porucznika (1 maja 1911) i kapitana (1 maja 1915).
Po zakończeniu I wojny światowej brał udział w obronie Lwowa 1918 w trakcie wojny polsko-ukraińskiej w stopniu kapitana żandarmerii. Po odzyskaniu przez Polskę niepodległości wstąpił do Wojska Polskiego. Został awansowany do stopnia majora rezerwy piechoty ze starszeństwem z 1 czerwca 1919. W 1923, 1924 był oficerem rezerwowym 82 Pułku Piechoty w garnizonie Brześć.
Wstąpił do służby w Policji Państwowej. Mianowany inspektorem Policji. Od 1 grudnia 1919 do 27 czerwca 1927 sprawował stanowisko Komendanta Okręgu VIII Lwowskiego PP, a od 27 czerwca 1927 do 8 października 1934 stanowisko komendanta Okręgu IV Lubelskiego PP. We Lwowie był inicjatorem akcji zbierania funduszy na zakup samolotu do celów obrony powietrznej Polski.
Po wybuchu II wojny światowej, kampanii wrześniowej i agresji ZSRR na Polskę z 17 września 1939 został aresztowany przez sowietów. Został zamordowany przez NKWD w 1940. Jego nazwisko znalazło się na tzw. Ukraińskiej Liście Katyńskiej opublikowanej w 1994 (został wymieniony na liście wywózkowej 55/1-17 oznaczony numerem 499). Ofiary tej części zbrodni katyńskiej zostały pochowane na otwartym w 2012 Polskim Cmentarzu Wojennym w Kijowie-Bykowni.

## Ordery i odznaczenia
- Krzyż Kawalerski Orderu Odrodzenia Polski (2 maja 1923)[15][16]
- Złoty Krzyż Zasługi (16 marca 1934)[17]
- Signum Laudis Brązowy Medal Zasługi Wojskowej z mieczami na wstążce Krzyża Zasługi Wojskowej (Austro-Węgry)[18]
- Krzyż Jubileuszowy Wojskowy (Austro-Węgry)[18]
- Krzyż Pamiątkowy Mobilizacji 1912–1913 (Austro-Węgry)[18]